# Оркестрон
Оркестрон — електронний музичний інструмент, створений у середині 1970-х років, який відтворює звук за допомогою електронного підсилення звуків, попередньо записаних на оптичний диск. Це професійна версія оптигану (від Mattel), більш рання і дешева модель, призначена для музикантів-любителів.

## Історія
Vako Synthesizers Incorporated заснована піонером електронних інструментів і колишнім техніком і продавцем Moog Девідом Ван Коверінгом, почала створювати вдосконалені версії оптигану під назвою оркестрон у 1975 році. Призначена для професійного використання як альтернатива Мелотрону (звідси назва оркестрон), він містив покращені записані звуки порівняно з оптіганом. Оптіганом був органом, який відтворював свої звуки зі сканованих світлом графічних хвиль, закодованих на плівкових дисках. Звуки з найвищою точністю були на зовнішніх кільцях цих дисків, і ці зовнішні кільця використовувалися для звуків оркестрону для покращення звуку. Хоча модель оркестрону А ідентична оптигану, моделі B, C і D відповідають дизайну чілтон від Talentmaker, але чілтон був вилучен з ринку після того, як виробник оптигану — Optigan Corporation, дочірня компанія компанії Mattel — погрожував подати до суду на Chilton через порушення патентів.
Деякі моделі Orchestron включали секвенсори та синтезатори. Це були більші одиниці Model X і Phase 4, хоча дуже мало з них пройшли стадію прототипу. Хоча ті самі обмеження точності, що й оптиган, застосовуються до оркестрону, ці інструменти були створені, щоб бути більш надійними та успішно використовувалися в комерційних записах.
Гурт Kraftwerk активно використовував оркестрон у своїх альбомах Radio-Activity (1975), Trans Europe Express (1977) і The Man-Machine (1978). Поширеною є помилкова думка, що гурт Yes використовував оркестрон у своєму альбомі Relayer (1974). Насправді, клавішник Патрік Мораз придбав свій інструмент лише в 1975 або 1976 роках. Він використовував оркестрон під час туру Yes у 1976 році. Оркестрон не мав комерційного успіху. Загалом було виготовлено приблизно 70-100 одиниць, перш ніж виробництво було припинено через пару років. Його рідкість і популярність серед ентузіастів «низької якості» (з англ. Low Fidelity, скорочено — Lo-Fi) робить оркестрон дуже затребуваним.

## Технічний опис
Оркестрон використовує в основному той самий принцип, що й оптиган: кожна нота клавіатури записується на нескінченну доріжку на попередньо записаному змінному оптичному диску. Через диск проходить промінь світла; коливання інтенсивності світла виявляються та посилюються.
Спочатку для оркестрону було доступно лише вісім звуків:
- Скрипка
- Орган Гаммонда
- Флейта
- Віолончель
- Хор
- Саксофон
- Орган
- Валторна

Нові диски були доступні Пі Гіксом та його командою з Optigan.com, а також перероблені версії оригінальних дисків. Ці нові звуки:
- Тромбон
- Труба
- Вібрафон
- Жіночій голос
- Електрогітара з ефектом тремоло
- Струнний ансамбль
- Фортепіано
- Маримба

Звук скрипки є найпоширенішим звуком, який використовується декількома гуртами як різновид заміни мелотрону. Звук хору йде на другому місці і був узятий з диска оптигану «Vox Humana», як і звук «Cello». Звук органу Гаммонда також узятий з диска оптигану «Big Organ and Drums».

## Моделі
- Model A (1974) — оновлена версія оптигану (цю модель використовували Kraftwerk)
- Model B (1974) — оновлена версія Talentmaker (цю модель використовував Патрік Мораз з Yes)
- Model C (1975) — Model B у новому чорному корпусі
- Double C (1975) — Model C з подвійною клавіатурою
- Model D (1975) — Model C у валізі (з цієї моделі компанія Девіда Ван Коверінга називалася Viking Keyboard Systems замість Vako)
- Double D (1975) — Double C у валізі
- Model X (1975) — спеціально створена модель для Патріка Мораза (прототип)
- Model Phase 4 (1975) — прототип моделі, яка поєднує звуки дисків із вбудованими синтезаторами

## Оркестрони, що були використані у професійних записах
- Флоріан Шнайдер з Kraftwerk купив оркестрон моделі A під час свого туру Autobahn у Сполучених Штатах у 1975 році. Цей інструмент можна почути на неофіційному концертному альбомі Concert Classics, записаному під час їхнього туру 1975 року. Ральф Гюттер грав на інструменті в альбомах Radio-Activity (1975), Trans-Europe Express (1977) і The Man-Machine (1978).
- Для Патріка Мораза була створена спеціальна версія Model X (1975) оркестрону з трьома посібниками. Він використав його прототип під час запису альбому Yes Relayer (1974). Мораз також мав оркестрон моделі B, який він використав у своєму альбомі The Story of I (1976). Його інструмент моделі X зламався і зник після відправки на ремонт.
- Вінсент Галло грав на оркестроні у своєму альбомі When (2001), випущеному на Warp Records. Його можна почути в треку «My Beautiful White Dog». Галло також володіє робочими моделями A, B, C, D, Double C і Double D, а також усіма архівами креслень VAKO. Він придбав свою модель Double D безпосередньо у Девіда Ван Коверінга. Це був особистий підрозділ містера Ван Коверінгса і останній підрозділ, побудований його компанією.
- Аранжувальник Jethro Tull Ді Палмер зіграв на оркестроні на альбомі гурту 1976 року Too Old to Rock 'n' Roll: Too Young to Die!
- Клавішники Rainbow Тоні Кері (1975—1977) і Девід Стоун (1977—1979) використовували оркестрон моделі B. Його можна почути в пісні «Stargazer» з альбому Rising (1976), а також «Lady of the Lake» і «Gates of Babylon» з альбому «Long Live Rock 'n' Roll» (1978). Девіда Стоуна можна побачити, як грає на цьому інструменті в музичному кліпі на «Gates of Babylon». Концертний альбом гурту Rainbow 1977 року On Stage містить оркестрон у списку обладнання для туру гурту 1977 року, хоча насправді його в альбомі немає.
- Клавішник Foreigner Ел Грінвуд грав на оркестроні в їхньому хіті «Cold as Ice» (1977), використовуючи звук скрипок у середній вокальній паузі пісні.

Як і мелотрон, оркестрон пережив своє відродження на початку 1990-х років, і багато музикантів почали використовувати інструмент вперше з кінця 1970-х років. Оркестрон, однак, мав набагато менш широке застосування, оскільки збереглося дуже мало екземплярів. І як у Чемберліна, більшість звуків оркестрону, які можна почути після 1999 року, будуть отримані з цифрових зразків, а не з фактичного інструменту. Виняток становлять відомі власники та користувачі Orchestron.
- У кінці своєї пісні «Drained» з альбому Free-for-All (альбом Майкла Пенна) (1992) Майкл Пенн використовує справжній оркестрон
- Бенмонт Тенч грав на оркестроні у пісні Тома Петті «A Higher Place» (з альбому Wildflowers 1994 року).
- Semisonic використовує справжній оркестрон і звучать скрипки для пісні «In Another Life» з альбому Great Divide 1996 року.
- AK-Momo використовує оркестрон моделі A на своєму альбомі Return to N.Y (2005). Альбом був записаний лише з використанням оптиганів, оркестронів та мелотронів. Шведський продюсер звукозапису та прогресивний рок-музикант Маттіас Олссон з кінця 90-х років записав кілька альбомів, у яких помітно виступають оркеастрон та оптиган.
- Оркестрон моделі А є у саундтреку до канадського фільму «Primordial Ties» 2010 року.
- Британський гурт Arctic Monkeys використовує оркестрон у кількох піснях своїх альбомів AM (2013) і Tranquility Base Hotel and Casino (2018), у яких грають продюсер Джеймс Форд і вокаліст Алекс Тернер.
- Робін Пекнольд з американського гурту Fleet Foxes грає на оркестроні у пісні «Jara» з альбому групи Shore 2020 року.

Удосконалення Оркестрона порівняно з Мелотроном полягало в подоланні восьмисекундного обмеження, властивого конструкціям vелотрона та хемберліна. Хоча звук був нижчої точності, це було компенсовано надійністю, оскільки не було стрічок, які потенційно могли б зашкодити, як у мелотроні і чемберліні. Незважаючи на те, що подряпини на диску можна було почути, можна було тримати ноти стільки, скільки була натиснута клавіша, і не хвилюватися про те, що звук закінчиться, тримаючи ноту чи акорд. Недоліком цього було те, що перехідний процес атаки був втрачений, і час від часу можна було почути звуковий удар на дисках, коли точка циклу поверталася. Це зазвичай приховано або замасковано в записах за допомогою ефектів. Звукові удари петлі були розглянуті в іншому інструменті, пов'язаному з мелотроном, під назвою біротрон.
Приблизно 40 оркестронів існують і сьогодні, для цього інструменту виготовляються замінні та нові диски. Незважаючи на те, що Orchestron не такий популярний або відомий, як Mellotron, музиканти все ще шанують і шукають його через низьку точність і темну атмосферу, яку він створює.